# Heteropterys dumetorum
Heteropterys dumetorum är en tvåhjärtbladig växtart som först beskrevs av August Heinrich Rudolf Grisebach, och fick sitt nu gällande namn av Franz Josef Niedenzu. Heteropterys dumetorum ingår i släktet Heteropterys och familjen Malpighiaceae. Inga underarter finns listade i Catalogue of Life.